# Golam rezen
Golam Rezen (bułg. Голям Резен) – szczyt masywu Witosza, w Bułgarii, drugi pod względem wysokości (2277 m n.p.m.).
Na szczycie znajduje się radar dla kontroli ruchu lotniczego i jest także wykorzystywany do celów wojskowych.

## Galeria

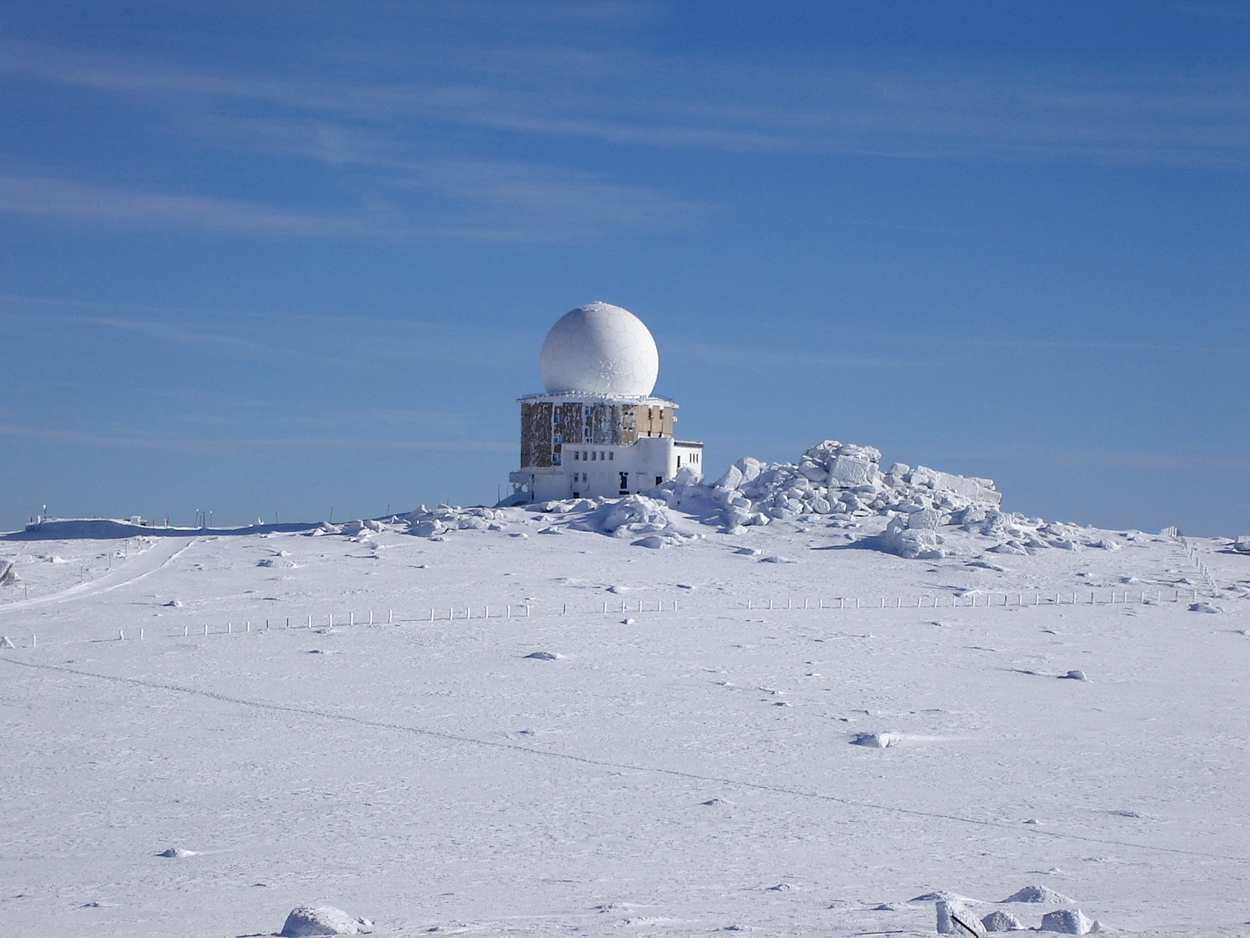
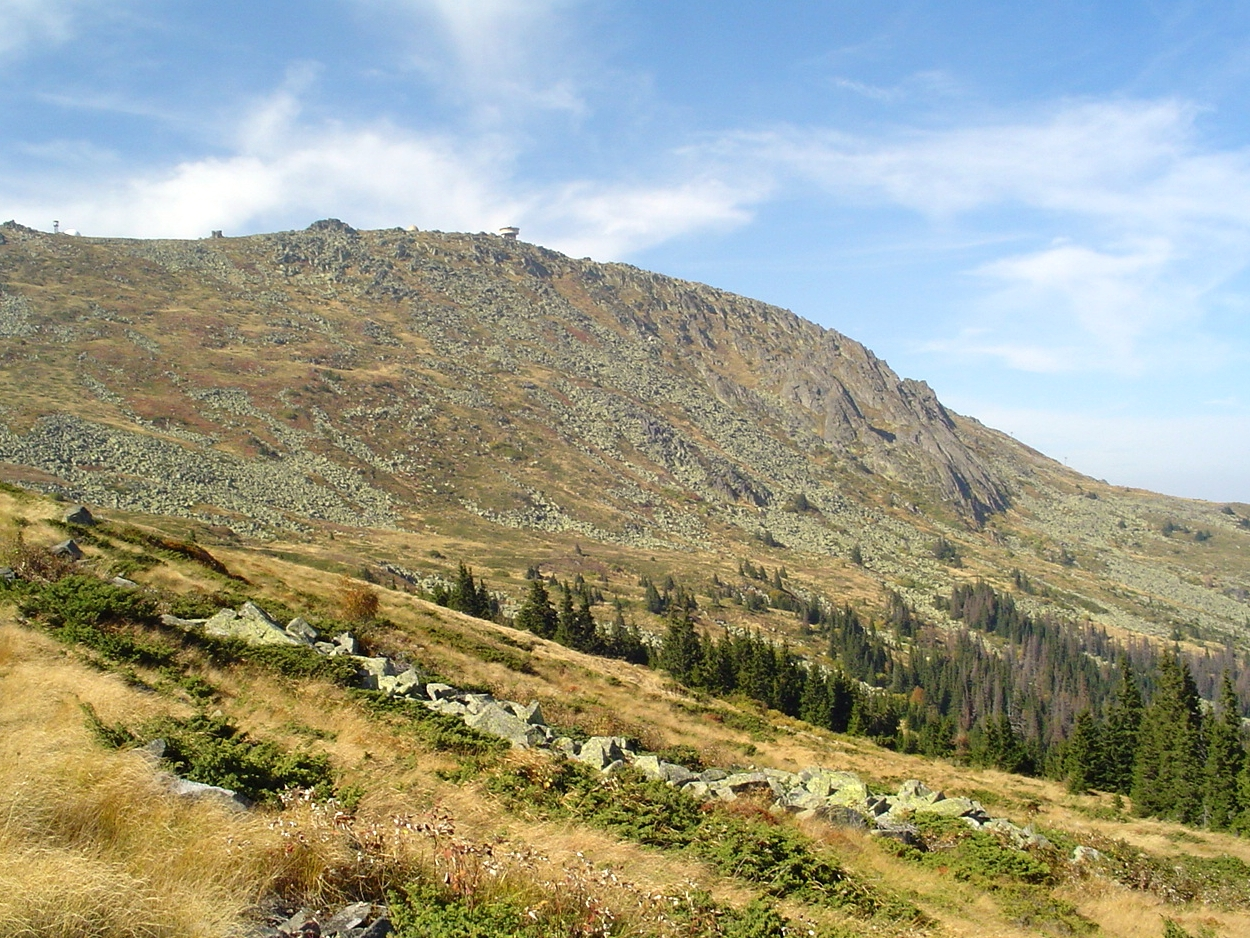